# Oenothera latifolia
Oenothera latifolia är en dunörtsväxtart som först beskrevs av Per Axel Rydberg, och fick sitt nu gällande namn av Philip Alexander Munz. Oenothera latifolia ingår i släktet nattljussläktet, och familjen dunörtsväxter. Inga underarter finns listade i Catalogue of Life.